# Šlachová pochva
Šlachová pochva je anatomický útvar patřící k pohybovému aparátu obratlovců. Jedná se o tenkou vrstvu obepínající šlachu. Skládá se z vrstvy vazivové a vrstvy synoviální. Hlavní funkcí je snížení tření při natahování a zkracování šlachy.